# Први конгрес КП Србије
Први оснивачки конгрес Комунистичке партије Србије одржан је од 8. до 12. маја 1945. у згради Коларчевог народног универзитета у Београду. Конгресу је присуствовало 459 делегата који су представљали 38.118 чланова Комунистичке партије Србије.
Процес формирања националних комунистичких партија у оквиру Комунистичке партије Југославије (КПЈ) започео је 1937. када су формиране КП Словеније и КП Хрватске, а настављен је у току Народноослободилачког рата, када је марта 1944. формирана КП Македоније. Иницијатива за формирање Комунистичке партије Србије потекла је половином 1944. од стране Покрајинског комитета КПЈ за Србију, а одлуку о њеном формирању донео је Централни комитет КПЈ током боравка на Вису, с тим да се оно извршни након констутисања антифашистичке скупштине Србије. Ослобођењем Београда и већег дела Србије, у јесен 1944. стекли су се услови за почетак рада на припреми Оснивачког конгреса. Покрајински комитет КПЈ за Србију упутио је 29. новембра 1944. упутство свим партијским организацијама да врше припреме на организаовање Конгреса, које су се огледале у одржавању састанака свих основних партијских организација на којима ће изабрати делегате за среске партијске конференције. На среским конференцијама бирани су делегати за окружне конференције, које су бирале делегате за Оснивачки конгрес. Током децембра 1944. и јануара 1945. одржавани су зборови и конференције по окрузима и јединицама НОВЈ. Конгрес је првобитно био заказан за крај јануара, након чега је померен за половину фебруара, али како су се борбе на Сремском фронту одужиле одржан је тек половином маја.
Конгрес је отворио Александар Ранковић који је делегатима прочитао одлуку Централног комитета КП Југославије о претварању Шесте покрајинске конференције КПЈ за Србију у Први конгрес Комунистичке партије Србије и дао предлог чланова почасног и радног Председништво конгреса. Након избора радног Председништва, реч је узео Моша Пијаде, који је председаво Конгресом и прочитао дневни ред конгреса — 1. Реферат о политичкој ситуацији (подносилац Благоје Нешковић), 2. Реферат о организационом стању Партије (Јован Веселинов), 3. Реферат о учествовању комуниста у изградњи власти (Петар Стамболић), 4. Реферат о синцикалним питањима (Воја Лековић), 5. Реферат о агитацији и пропаганди (Митра Митровић), 6. Избор комисије за израду Резолуције, 7. Избор кандидационе комисије за ибор Централног комитета, 8. Саопштење кандидационе комисије, 9. Питања и предлози и 10. Закључци конгреса. Потом је Благоје Нешковић секретар Покрајинског комитета КПЈ Србије поднео Реферат о политичкој ситуацији, након чега је почела дискусија делегата, али је она прекинута након добијања вести о капитулацији Нацистичке Немачке, због чега је рад Конгреса прекинут.
Другог дана Конгреса Јован Веселинов, секретар Покрајинског комитета КПЈ за Војводину, поднео је реферат о организационом пстању партије, након чега је уследила дискусија делегата о оба реферата. Трећег дана Конгреса настављена је дискусија, а завршну реч о оба реферата поднео је Благоје Нешковић. Међу делегатима, који су учествовали у дискусији трећег дана Конгреса говорили су Милован Ђилас и Едвард Кардељ, чланови Политбироа ЦК КПЈ. Након паузе, у наставку Конгреса реферат о учествовању комуниста у изградњи власти поднео је Петар Стамболић. После његовог излагања почела је дискусија длегата. Четвртог дана Конгреса, настављена је дискудија, а завршну реч о реферту дао је Александар Ранковић. Потом је Воја Лековић поднео реферат о синдикалним питањима.
Последњег дана Конгреса, 12. маја, настављена је дискусија о синдикалним питањима, након чега је Риста Антуновић прочита извештај Верификационе комисије. Потом је изабрана Кандидациона комисија за избор чланова Централног комитета, а након тога је Митра Митровић поднела реферат о агитацији и пропаганди. Конгрес је у току последњег дана посетио генерални секретар КПЈ Јосип Броз Тито који се обратио делегатима. У поподневном делу конгреса вођена је дсикусија о поднетом реферату, након чега је Александар Ранковић прочитао Резолуцију Оснивачког комгреса Комунистичке партије Србије, која је изграђена на основу закључака Конгреса. На осниву предлога Кандидационе комисије, који је такође прочитао Ранковић, изабран је Централни комитет од 43 члана.
На првој седници Централног комитета, одржаној истог дана, изабран је Политички биро Централног комитета од девет чланова, а за секретаре Централног комитета избарани су Благоје Нешковић (политички) и Јован Веселинов (организациони). Веселинова је јула 1948. заменио Драги Стаменковић, а Нешковића је у октобру исте године заменио Петар Стамболић.

## Централни комитет
Чланови Централног комитета Комунистичке партије Србије изабрани на Првом оснивачком конгресу КП Србије 12. маја 1945. године:
1. Риста Антуновић
2. Спасенија Бабовић
3. Милован Батановић
4. Јован Веселинов
5. Мита Деспотовић
6. Јован Дикић
7. Драгослав Ђорђевић
8. Сретен Жујовић
9. Иса Јовановић
10. Десимир Јововић
11. Србољуб Јосиповић
12. Воја Лековић
13. Радоје Љубичић
14. Дража Марковић
15. Мома Марковић
16. Љубинка Милосављевић
17. Милосав Милосављевић
18. Милка Минић
19. Милош Минић
20. Митра Митровић Ђилас
21. Душан Мугоша
22. Радисав Недељковић
23. Милијан Неоричић
24. Благоје Нешковић
25. Џавид Нимани
26. Ђоко Пајковић
27. Слободан Пенезић
28. Душан Петровић
29. Никола Петровић
30. Моша Пијаде
31. Милентије Поповић
32. Милија Радовановић
33. Добривоје Радосављевић
34. Александар Ранковић
35. Пашко Ромац
36. Петар Стамболић
37. Драги Стаменковић
38. Светислав Стефановић
39. Бранислав Стојановић
40. Мијалко Тодоровић
41. Крсто Филиповић
42. Боса Цветић
43. Пал Шоти

## Политбиро ЦК
Чланови Политичког бироа (Политбиро) Централног комитета Комунистичке партије Србије изабрани на првој седници Централног комитета одржаној 12. маја 1945. године:
1. Благоје Нешковић, политички секретар
2. Јован Веселинов, организациони секретар
3. Спасенија Бабовић
4. Воја Лековић
5. Митра Митровић
6. Душан Петровић
7. Милентије Поповић
8. Добривоје Радосављевић
9. Петар Стамболић